# Tom Cruise

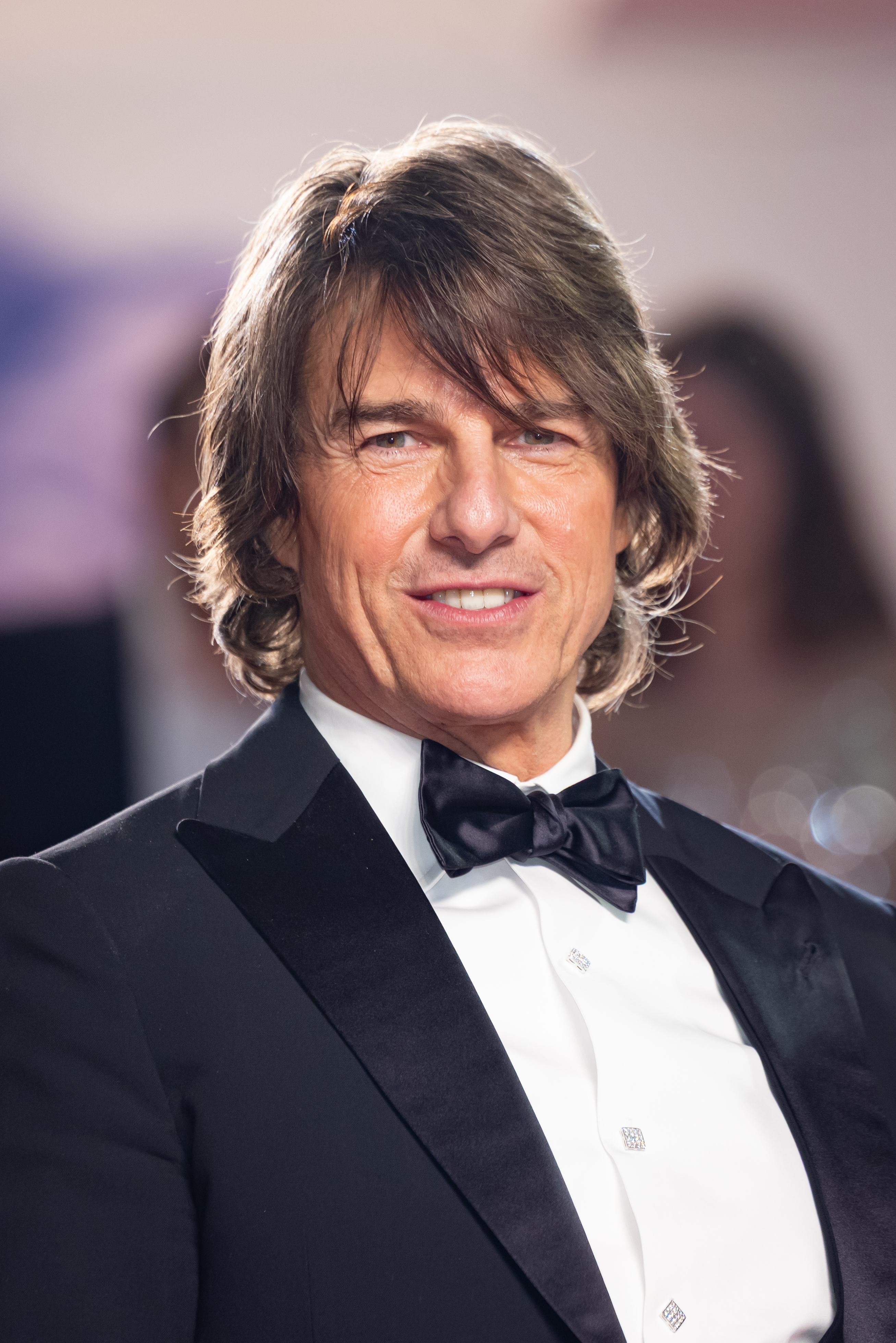
Tom Cruise bei den Filmfestspielen von Cannes 2025

Thomas „Tom“ Cruise Mapother IV (* 3. Juli 1962 in Syracuse, New York) ist ein US-amerikanischer Schauspieler und Filmproduzent. Er spielt seit Mitte der 1980er-Jahre kontinuierlich Hauptrollen in Blockbustern und zählt zu den erfolgreichsten und bestbezahlten Hollywood-Stars der letzten vier Jahrzehnte. Eine seiner bekanntesten Rollen ist die des Ethan Hunt in der seit 1996 bestehenden Filmreihe Mission: Impossible. Cruise ist in der Unterhaltungsindustrie und darüber hinaus für ausgefallene Stuntszenen bekannt, die er oftmals ohne Stuntdouble selbst vornimmt. Im Jahr 2025 wurde ihm ein Ehrenoscar zuerkannt.

## Leben

### Kindheit und Jugend
Tom Cruise wuchs gemeinsam mit drei Schwestern in ärmlichen Verhältnissen auf. Seine Kindheit war geprägt durch ständige Umzüge seiner Eltern Thomas und Mary, die keinen festen Wohnsitz besaßen. Seine Eltern stammten beide aus Louisville (Kentucky) und hatten irische, deutsche und englische Wurzeln. Nach deren Scheidung lebte Cruise bei seiner Mutter und ihrem neuen Ehemann in Glen Ridge (New Jersey). Bis dahin hatte er bereits über 15 verschiedene Schulen in den USA und Kanada besucht. Im Alter von 14 Jahren beschloss er für kurze Zeit, katholischer Priester zu werden, und lebte ein Jahr in einem Priesterseminar der Franziskaner.
Sein Interesse galt vor allem dem Sport und der Schauspielerei. In der Schule war er in der Ringermannschaft, doch nach einer Knieverletzung wurde er ausgemustert und beschloss, Schauspieler zu werden. Mit 18 Jahren ging er nach New York, wo er die Neighbourhood Playhouse School of Theater besuchte. Dort lernte er seinen Förderer, den renommierten Schauspiellehrer Sanford Meisner, kennen. Sein Cousin William Mapother ist ebenfalls Schauspieler.

### Karriere

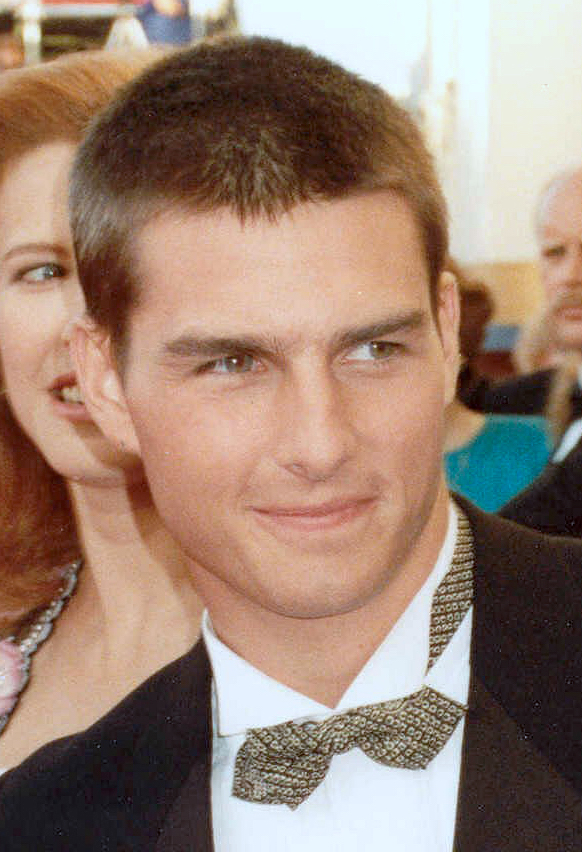
Tom Cruise 1989

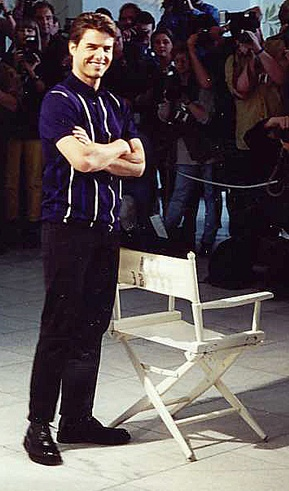
Tom Cruise bei einer Pressekonferenz im Hamburger Kempinski Hotel Atlantic zum Start von Mission: Impossible, 19. Juni 1996

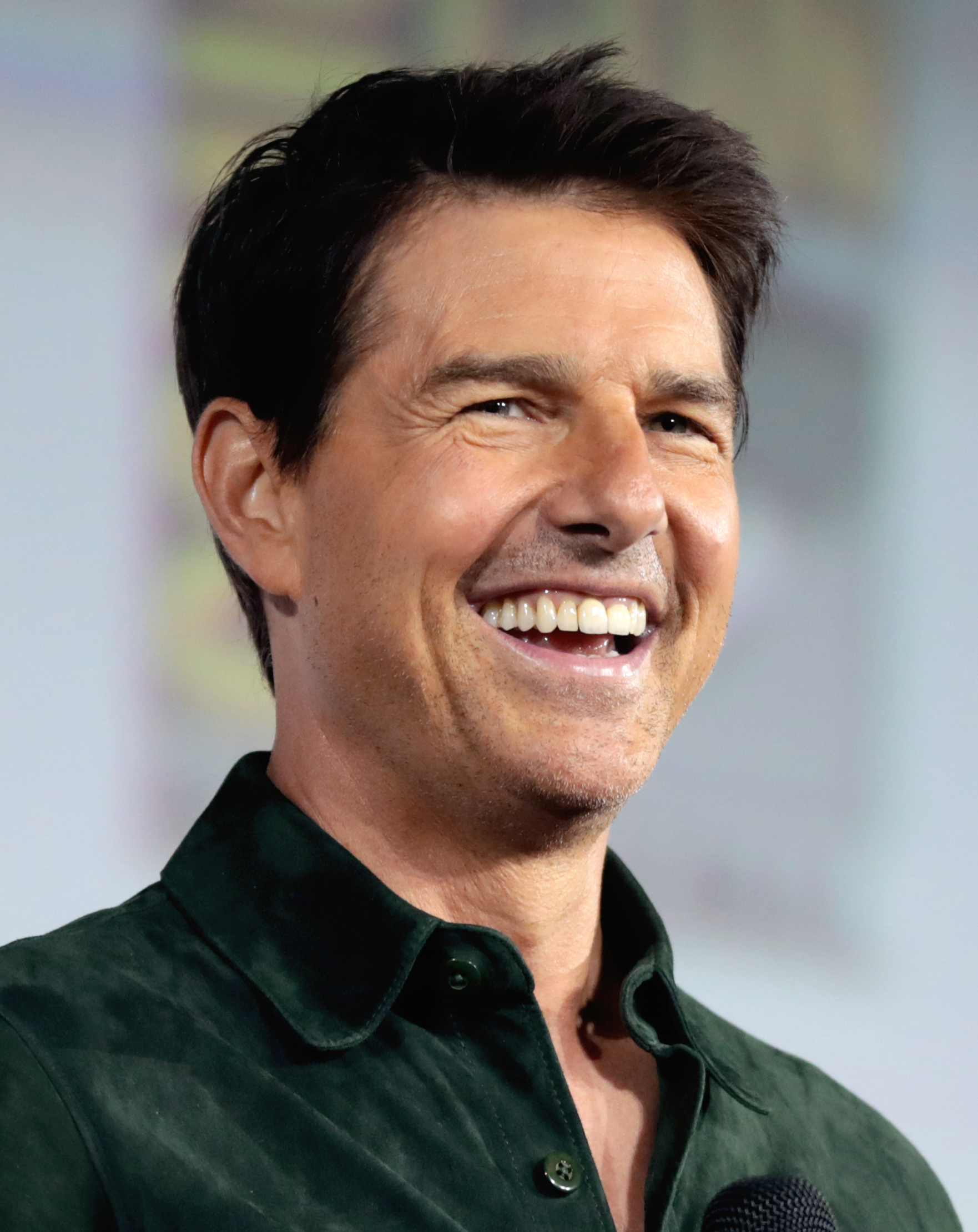
Tom Cruise (2019)

1981 gab er in Endlose Liebe sein Leinwanddebüt. Im selben Jahr stand er für Die Kadetten von Bunker Hill gemeinsam mit George C. Scott und Sean Penn vor der Kamera. 1983 wirkte er in Francis Ford Coppolas Die Outsider mit. Im selben Jahr konnte er in der Komödie Lockere Geschäfte und in dem Sportlerdrama Der richtige Dreh jeweils die Hauptrolle übernehmen. Eine weitere Hauptrolle spielte er 1985 in Ridley Scotts Fantasy-Epos Legende.
Der große Durchbruch gelang Cruise 1986 mit dem Fliegerfilm Top Gun – Sie fürchten weder Tod noch Teufel, der weltweit mehr als 340 Millionen Dollar einspielte und ihn zum erfolgreichsten Schauspieler seiner Generation machte. Das Poolbillard-Drama Die Farbe des Geldes, die Filmkomödie Cocktail und der sehr erfolgreiche Motorsportfilm Tage des Donners festigten in den Folgejahren seinen Ruf als Publikumsliebling.
1988 war Cruise neben Dustin Hoffman in Barry Levinsons Drama Rain Man zu sehen. Der Film wurde 1989 für acht Oscars nominiert und gewann in den Kategorien Bester Film, Beste Regie, Bester Hauptdarsteller (Dustin Hoffman) und Bestes Originaldrehbuch. Im Jahr darauf erhielt er für seine Darstellung des gelähmten Vietnam-Veteranen Ron Kovic in Geboren am 4. Juli seine erste Oscar-Nominierung und einen Golden Globe.
In den Jahren 1992 bis 1996 stellte Cruise einen Rekord auf, indem er mit Eine Frage der Ehre, Die Firma, Interview mit einem Vampir, Mission: Impossible und Jerry Maguire – Spiel des Lebens (zweite Oscar-Nominierung) nacheinander fünf Filme drehte, die in den USA jeweils über 100 Millionen Dollar einspielten. Dies war zuvor noch keinem anderen Schauspieler gelungen. 1999 spielten Cruise und seine damalige Ehefrau Nicole Kidman die Hauptrollen in der Arthur-Schnitzler-Adaption Eyes Wide Shut des Regisseurs Stanley Kubrick. Ein Jahr später erhielt er für seine Mitwirkung in dem Independent-Film Magnolia seine dritte Oscar-Nominierung als Bester Nebendarsteller.
Bis 2005 spielten fünf weitere Filme mit Cruise in der Hauptrolle in den USA jeweils über 100 Millionen Dollar ein, womit er seinen Rekord weiter ausbaute.
Ende August 2006 wurde bekannt, dass Paramount Pictures aufgrund seines öffentlichen Verhaltens nach 14-jähriger Zusammenarbeit den Vertrag mit Cruise nicht verlängern würde. Zwei Monate später wurden Cruise und seine langjährige Geschäftspartnerin Paula Wagner mit der Leitung der in der Zwischenzeit von der Sony Corporation of America übernommenen Filmproduktionsgesellschaft United Artists (UA) beauftragt. Geplant war, dass Cruise als Schauspieler und Produzent pro Jahr an bis zu vier Filmen des Unternehmens mitwirken und Wagner die UA als Geschäftsführerin leiten sollte. Wagner verließ das Studio jedoch bereits wieder im August 2008.
Anfang 2009 war Tom Cruise als deutscher Widerstandskämpfer Claus Schenk Graf von Stauffenberg in dem Kinofilm Operation Walküre – Das Stauffenberg-Attentat zu sehen. Der älteste Sohn des Hitler-Attentäters, Generalmajor a. D. Berthold Maria Schenk Graf von Stauffenberg, hatte Cruise im Juni 2007 vergeblich aufgefordert, auf die Darstellung des Widerstandskämpfers in einem Film zu verzichten. Stauffenberg widerstrebte Cruise’ Mitgliedschaft bei Scientology.
Trotz der Kritik der Stauffenberg-Nachkommen und kritischer Medienberichte erhielt Tom Cruise für die Stauffenberg-Darstellung den Courage-Bambi. Die Laudatio bei der Verleihung am 29. November 2007 in Düsseldorf hielt der Mitherausgeber der Frankfurter Allgemeinen Zeitung Frank Schirrmacher.
Am 22. Juli 2010 lief die Action-Komödie Knight and Day in Deutschland an. In dem Film spielte Cruise neben Cameron Diaz die Hauptrolle. Der Film war als Comeback von Cruise konzipiert, floppte jedoch in den USA. Mit 20 Millionen Dollar am Startwochenende spielte der Film so wenig Geld an den Kinokassen ein wie kein Cruise-Film zuvor. Dagegen erhielten die beiden Science-Fiction-Filme Oblivion und Edge of Tomorrow sowie der Action-Krimi Jack Reacher gute Kritiken und waren finanziell erfolgreich. Dies galt noch mehr für den vierten und fünften Teil der Mission-Impossible-Filmreihe, die 2011 und 2015 in die Kinos kamen und mit Einspielergebnissen von rund 695 Millionen Dollar (Teil 4) und rund 683 Millionen Dollar (Teil 5) Cruise’ größte Erfolge sind.
Ein kommerzieller und künstlerischer Misserfolg war hingegen die Neuverfilmung von Die Mumie, die 2017 herauskam. Im Sommer 2018 wurde mit Mission: Impossible – Fallout der sechste Teil der Filmreihe in den Kinos veröffentlicht, mit dem Cruise bei einem Einspielergebnis von rund 790 Millionen Dollar seinen bisher größten kommerziellen Erfolg feiern konnte. 2023 übernahm Tom Cruise wieder die Hauptrolle des IMF-Agenten Ethan Hunt, im siebten Teil der Filmreihe Mission: Impossible – Dead Reckoning Teil Eins. 2025 wurde der zweite und vorläufig letzte Teil der Reihe veröffentlicht.
Zusammen mit Doug Liman wurde Cruise vom Unternehmen Axiom Space im Jahr 2020 für einen touristischen Flug zur Internationalen Raumstation ausgewählt, um dort einen Film zu drehen. Zunächst wurde vermutet, dass beide schon an Bord der Mission Ax-1 gehen würden, die für Ende 2021 angesetzt war. Im Januar 2021 wurde jedoch bekannt, dass der Raumflug von Cruise und Liman bei einer späteren Axiom Space-Mission stattfinden wird.
Im Juni 2025 wurde Cruise nach vier Nominierungen als Schauspieler und Filmproduzent ein Ehrenoscar zuerkannt. Ihm soll der Preis im November desselben Jahres feierlich überreicht werden.

### Privatleben

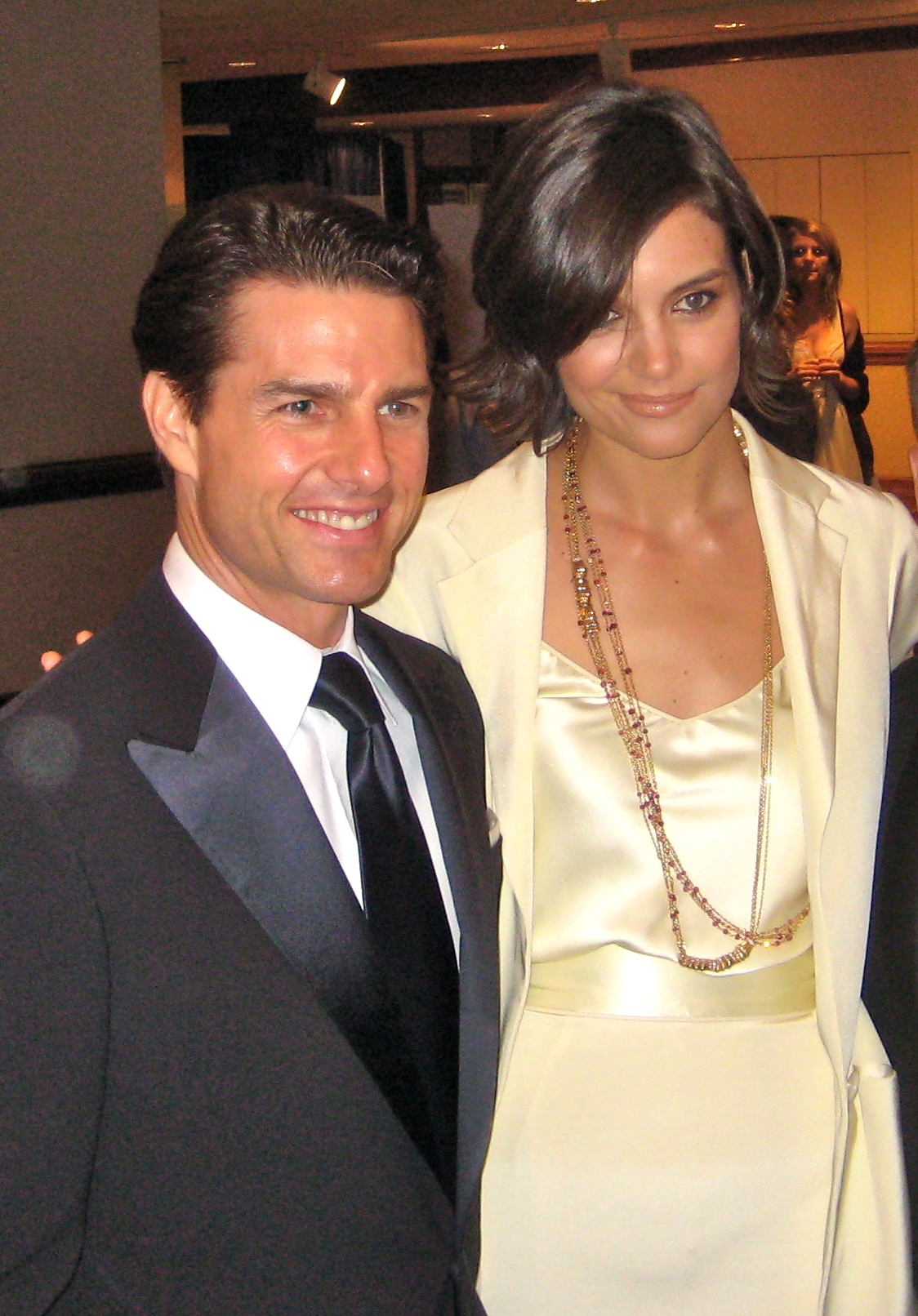
Cruise und Katie Holmes (2009)

Im Jahr 1986 begann Cruise eine Beziehung mit der Schauspielerin Mimi Rogers, die er am 9. Mai 1987 heiratete.
Am Set zu dem Actionfilm Tage des Donners lernte er 1990 Nicole Kidman kennen und begann eine Affäre mit ihr. Laut dem US-Journalisten und Anti-Scientology-Blogger Tony Ortega hatte Cruise sie im Film Todesstille gesehen und die Produzenten von Tage des Donners überzeugt, ihr die weibliche Hauptrolle als Neurochirurgin zu geben, obwohl sie mit 22 Jahren dafür zu jung gewesen sei. Nach der Scheidung von Rogers heirateten Kidman und Cruise an Heiligabend 1990. Mit Kidman drehte er 1992 den Film In einem fernen Land und 1999 Eyes Wide Shut. Im Februar 2001 verkündeten Cruise und Kidman die Trennung und Cruise reichte die Scheidung ein, die im August desselben Jahres vollzogen wurde, wobei beide das gemeinsame Sorgerecht für die beiden adoptierten Kinder behielten. Cruise begann im selben Jahr eine Beziehung mit Penélope Cruz, die er bei den Dreharbeiten zu Vanilla Sky kennengelernt hatte.
Anfang 2004 trennten sich Cruise und Cruz, ab April 2005 bestand seine Beziehung mit der Schauspielerin Katie Holmes. Aufsehen erregte sein Auftritt in der Oprah Winfrey Show, bei der Cruise sich auf die Interview-Couch stellte und seine Liebe zu Holmes erklärte. Dieser Auftritt wurde im Film Scary Movie 4 parodiert. Im Dezember 2005 wurde Cruise von den Lesern der Los Angeles Daily News zum peinlichsten Star des Jahres gewählt. Auslöser hierfür waren die „ständigen öffentlichen Knutschereien mit seiner Verlobten Katie Holmes und seine ewigen Liebesbekenntnisse“ (Bild). Das Hochglanzmagazin Vanity Fair fragte, „ob Tom Cruise den Verstand verloren hat“. Im März 2006 erhielt Cruise die Goldene Himbeere als „nervendste Zielscheibe der Klatschpresse“. Begründung dafür war ebenfalls „seine zur Schau gestellte Begeisterung für seine Freundin Katie Holmes“. Am 18. April 2006 brachte Katie Holmes die gemeinsame Tochter in Los Angeles zur Welt. Cruise’ und Holmes’ Hochzeit fand am 18. November 2006 im italienischen Bracciano nach Scientology-Ritus statt. Im Juni 2012 gab das Paar seine Trennung bekannt. Seit dem Jahr 2023 trat die Tochter statt mit dem Namen Cruise unter dem zweiten Vornamen ihrer Mutter Katie Holmes, Noelle, auf.
Cruise begeistert sich privat für die Luftfahrt, verfügt seit 1994 über eine Berufspilotenlizenz mit Instrumentenflugberechtigung, eine North American P-51 sowie eine Lizenz, die ihm das Fliegen von Helikoptern erlaubt.

## Rezeption

### Scientology

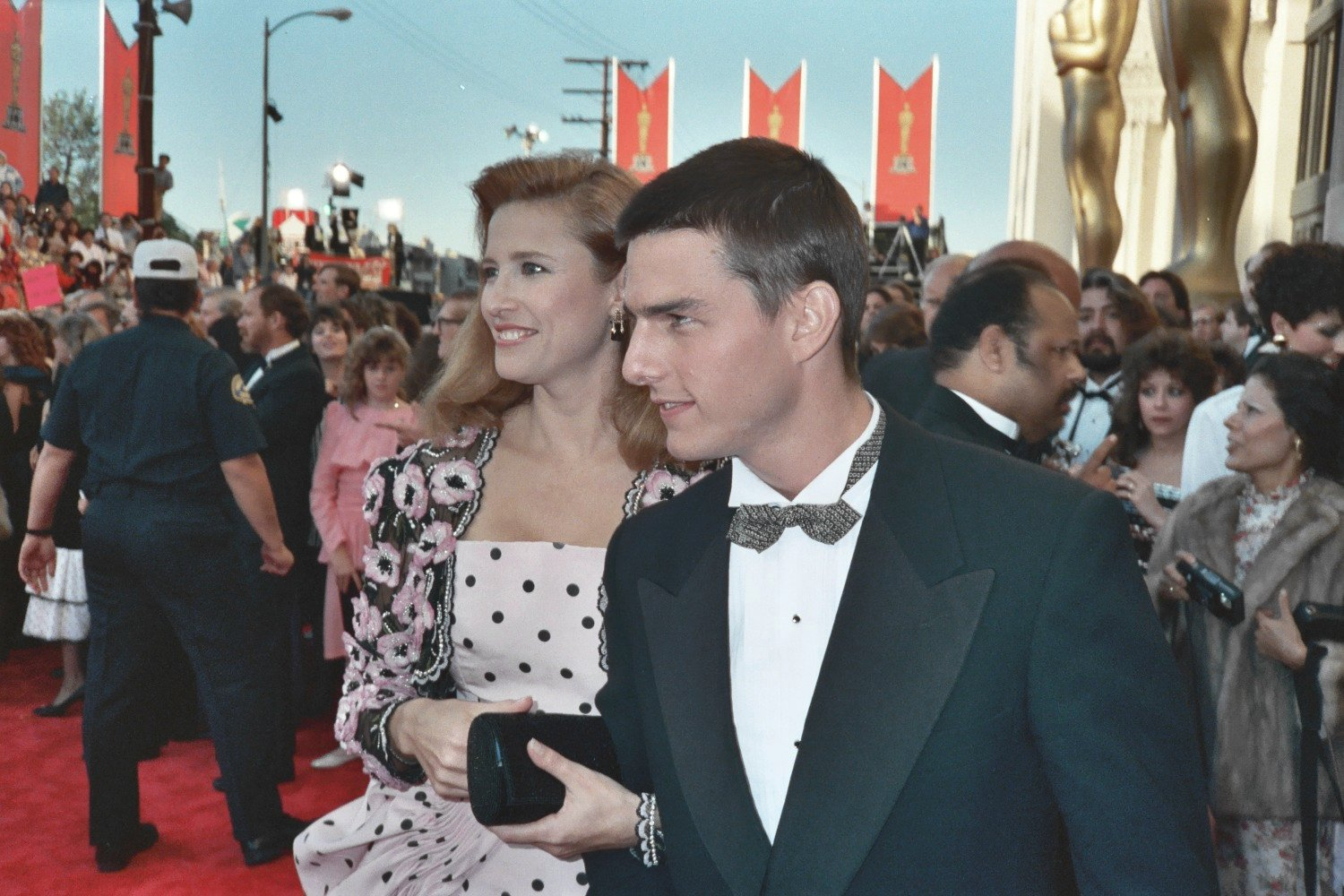
Cruise mit seiner ersten Frau, Mimi Rogers (1989)

Seit 1986 ist Cruise Mitglied von Scientology. Eingeführt wurde er von Mimi Rogers. Die Tochter des Scientologen Phil Spickler war von 1977 bis 1980 mit Jim Rogers verheiratet gewesen, der ebenfalls Mitglied bei Scientology war.
2004 wurde Cruise mit der IAS (International Association of Scientologists) Freedom Medal of Valor (etwa: Freiheitsmedaille der Tapferkeit) ausgezeichnet, dem höchsten von Scientology verliehenen Orden. Zum Zeitpunkt der Verleihung bekleidete er den Rang eines OT VI (Operating Thetan Level VI, etwa: Operierender Thetan Stufe 6) und stand kurz vor dem Erreichen der nächsthöheren Stufe OT VII (d. h. der zweithöchsten von acht praktisch erreichbaren OT-Stufen).
Seit seiner Trennung von Nicole Kidman 2001 trat er häufig für Scientology in der Öffentlichkeit auf. Er warb für die Bewegung nicht nur unter prominenten Kollegen, sondern auch unter seinen Fans um Mitglieder. Außerdem setzte er sich 2004 und 2005 bei seinen Deutschland- und Frankreichbesuchen explizit bei zuständigen Politikern für Scientology ein. In einem Interview mit dem Nachrichtenmagazin Der Spiegel anlässlich des Starts von Krieg der Welten (2005), in dem Cruise die Hauptrolle spielt, nannte er „Hass“ als Ursache für die Kontroversen in Deutschland.
Cruise setzte sich 2006 weiterhin öffentlich für Scientology ein und sprach sich gegen Medikamente zur Behandlung von Depressionen und ADHS aus.
Entsprechend den Wertvorstellungen von Scientology ist er gegenüber der Psychiatrie negativ eingestellt. So attackierte er die Schauspielerin Brooke Shields in zwei Fernsehinterviews heftig, weil sie in einem Buch beschreibt, wie sie ihre Wochenbettdepression erfolgreich mit dem Medikament Paroxetin behandelt habe. Im Zuge der Auseinandersetzung behauptete Cruise, Psychiatrie sei eine Pseudowissenschaft. Shields antwortete darauf später in einem Beitrag in der New York Times unter anderem mit dem Satz: „Kommentare wie diese zeigen ein komplettes Unwissen über die Wochenbettdepression und die Geburt eines Kindes an sich.“ Auch die US-Berufsvereinigung der Psychiater wies seine Behauptungen zurück, da sie Leute davon abhalte, Hilfe zu suchen; eine medizinische Fachzeitschrift bezeichnete ihn als „gefährlich und unverantwortlich“. Ein Jahr später entschuldigte sich Cruise persönlich bei Brooke Shields. Sein Sprecher stellte jedoch klar, dass sich seine Position gegenüber Antidepressiva nicht geändert habe.
Eine mögliche Ehrenbürgerschaft von Paris für Cruise scheiterte 2005 am Veto der stellvertretenden Bürgermeisterin Anne Hidalgo und des Stadtrates, die diese mit Hinweis auf seinen Einsatz für Scientology untersagten. Cruise war kurz zuvor von Jean-Claude Gaudin, dem Bürgermeister der Stadt Marseille, die dortige Ehrenmedaille verliehen worden.
2007 bekundete der Scientology-Führer David Miscavige, dass er fest davon überzeugt sei, dass Cruise in Zukunft wie Christus verehrt werde und dass er der neue „Prophet der Religion“, der Messias von Scientology, sei bzw. werde.
Anfang 2008 erregte Cruise erneut Aufsehen, da ihn Andrew Morton in seinem Buch „Tom Cruise. Der Star und die Scientology-Verschwörung“ als einen der maßgeblichen Köpfe von Scientology darstellt. Cruise soll angeblich bei allen wichtigen Entscheidungen zu Rate gezogen werden, allerdings haben sowohl er als auch sein Anwalt alle Vorwürfe zurückgewiesen und das Buch als „ein Bündel Lügen“ bezeichnet.
Im Zusammenhang mit einem auf dem Internetportal YouTube veröffentlichten Video verglich der deutsche Geschichtsjournalist Guido Knopp die Funktion von Cruise für das System der Scientology Church mit der Funktion von Hitlers Propagandaminister Joseph Goebbels für das System des Nationalsozialismus. Der britische Journalist und Buchautor Andrew Morton bezeichnete den Vergleich angesichts der unterschiedlichen gesellschaftlichen Position der beiden als zu weit gegriffen.

### Am Filmset und bei Filmfesten

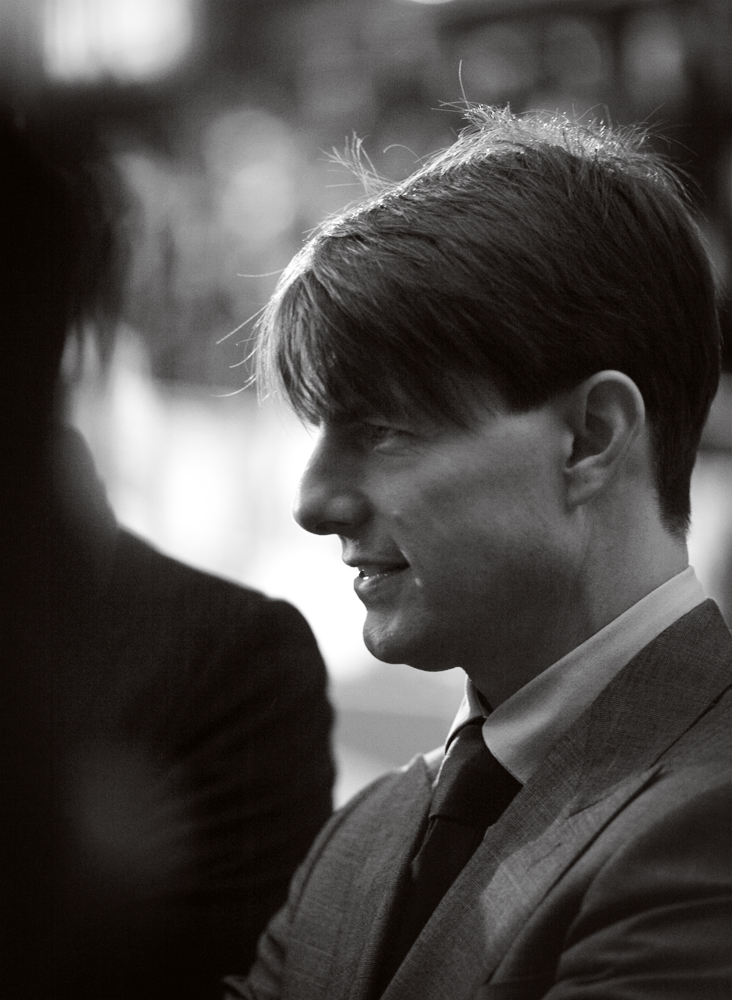
Tom Cruise im Oktober 2007 beim London Film Festival

Tom Cruise ist bekannt dafür, gefährliche Stunts teils selbst, ohne Stuntdouble, vorzunehmen.
Von seinen Schauspielkollegen wird Cruise sowohl deshalb als auch für seine freundliche Art geschätzt. So sagt der Regisseur Werner Herzog, dass die Bezeichnung „nett“ für ihn nicht genug sei und Cruise beispielsweise Kabelträger mit Handschlag begrüße oder der Garderobenfrau ganz selbstverständlich einen Espresso mitbringe. Kirsten Dunst gibt an, dass sie seit den Dreharbeiten zum Film Interview mit einem Vampir vor über 20 Jahren jedes Jahr zu Weihnachten einen Kuchen von Cruise geschenkt bekomme. Jeremy Renner gibt zu, sich niemals an den Burj Khalifa in Dubai zu hängen wie Cruise es tat, und Alec Baldwin meint, es sei „irre“, was Cruise auf sich nehme, um das Geld für die Kinokarte wert zu sein. Bei einem Unterwasserdreh zu Mission: Impossible – Rogue Nation hielt Cruise sechs Minuten die Luft an, was – bezogen auf in der Unterhaltungsindustrie aufgestellte Bestmarken – ein Rekord war, ehe dieser von Kate Winslet (sieben Minuten) gebrochen wurde.

## Synchronsprecher
Die deutsche Synchronstimme von Tom Cruise war von 1986 bis 1996 Stephan Schwartz. Für den Film Jerry Maguire aus dem Jahr 1996 wurde er einmalig von Frank Schaff synchronisiert, welcher sich als Dialogregisseur und Dialogbuchautor des Films selbst besetzte. Seit 1999 ist Patrick Winczewski Cruise’ deutsche Synchronstimme. Die bisher einzige Ausnahme war der Film Mission: Impossible – Phantom Protokoll aus dem Jahr 2011, bei der Cruise von Markus Pfeiffer gesprochen wurde. Patrick Winczewski wurde von Stanley Kubrick persönlich als Cruise’ Stimme in Eyes Wide Shut besetzt. Im Trailer zu Mission: Impossible II war dann wieder Stephan Schwartz zu hören.
In den Anfangsjahren seiner Karriere hatte Cruise keinen festen Synchronsprecher, so wurde er unter anderem jeweils einmalig von Mathias Einert, Stefan Krause, Martin Halm, Torsten Sense und Nicolas Böll gesprochen. Für die neue 2012er-Synchronfassung von Die Outsider lieh Konrad Bösherz dem jungen Cruise seine Stimme.

## Filmografie

### Schauspieler
- 1981: Endlose Liebe (Endless Love)
- 1981: Die Kadetten von Bunker Hill (Taps)
- 1983: Die Outsider (The Outsiders)
- 1983: Die Aufreißer von der Highschool (Losin’ It)
- 1983: Lockere Geschäfte (Risky Business)
- 1983: Der richtige Dreh (All the Right Moves)
- 1985: Legende (Legend)
- 1986: Top Gun – Sie fürchten weder Tod noch Teufel (Top Gun)
- 1986: Die Farbe des Geldes (The Color of Money)
- 1988: Cocktail
- 1988: Young Guns (Gastauftritt)
- 1988: Rain Man
- 1989: Geboren am 4. Juli (Born on the Fourth of July)
- 1990: Tage des Donners (Days of Thunder)
- 1992: In einem fernen Land (Far and Away)
- 1992: Eine Frage der Ehre (A Few Good Men)
- 1993: Die Firma (The Firm)
- 1994: Interview mit einem Vampir (Interview with the Vampire: The Vampire Chronicles)
- 1996: Mission: Impossible
- 1996: Jerry Maguire – Spiel des Lebens (Jerry Maguire)
- 1999: Eyes Wide Shut
- 1999: Magnolia
- 2000: Mission: Impossible II
- 2001: Vanilla Sky
- 2002: Austin Powers in Goldständer (Austin Powers in Goldmember) (Cameoauftritt)
- 2002: Minority Report
- 2003: Last Samurai (The Last Samurai)
- 2004: Collateral
- 2005: Krieg der Welten (War of the Worlds)
- 2006: Mission: Impossible III
- 2007: Von Löwen und Lämmern (Lions for Lambs)
- 2008: Tropic Thunder
- 2008: Operation Walküre – Das Stauffenberg-Attentat (Valkyrie)
- 2010: Knight and Day
- 2011: Mission: Impossible – Phantom Protokoll (Mission: Impossible – Ghost Protocol)
- 2012: Rock of Ages
- 2012: Jack Reacher
- 2013: Oblivion
- 2014: Edge of Tomorrow
- 2015: Mission: Impossible – Rogue Nation
- 2016: Jack Reacher: Kein Weg zurück (Jack Reacher: Never Go Back)
- 2017: Die Mumie (The Mummy)
- 2017: Barry Seal: Only in America (American Made)
- 2018: Mission: Impossible – Fallout
- 2022: Top Gun: Maverick
- 2023: Mission: Impossible – Dead Reckoning Teil Eins (Mission: Impossible – Dead Reckoning Part One)
- 2025: Mission: Impossible – The Final Reckoning

### Produzent
- 1996: Mission: Impossible
- 1998: Grenzenlos (Without Limits)
- 2000: Mission: Impossible II
- 2001: The Others
- 2001: Vanilla Sky
- 2002: Narc
- 2003: Shattered Glass
- 2003: Last Samurai (The Last Samurai)
- 2004: Suspect Zero
- 2005: Elizabethtown
- 2006: Mission: Impossible III
- 2006: Ask the Dust
- 2008: Operation Walküre – Das Stauffenberg-Attentat (Valkyrie)
- 2010: Knight and Day
- 2011: Mission: Impossible – Phantom Protokoll (Mission: Impossible – Ghost Protocol)
- 2012: Jack Reacher
- 2015: Mission: Impossible – Rogue Nation
- 2016: Jack Reacher: Kein Weg zurück (Jack Reacher: Never Go Back)
- 2018: Mission: Impossible – Fallout
- 2022: Top Gun: Maverick
- 2023: Mission: Impossible – Dead Reckoning Teil Eins (Mission: Impossible – Dead Reckoning Part One)
- 2025: Mission: Impossible – The Final Reckoning

## Auszeichnungen (Auswahl)
Oscar

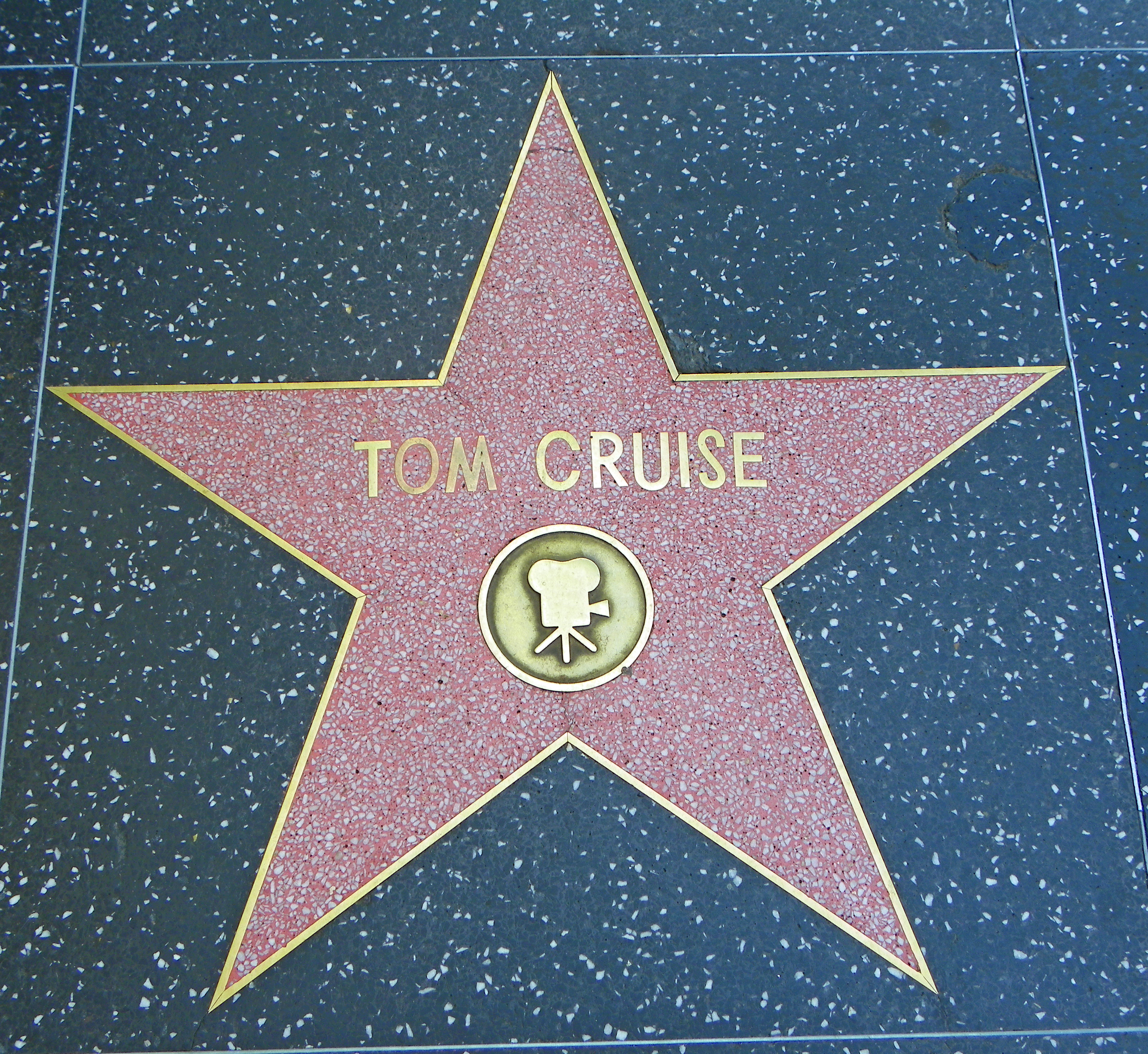
Stern für Cruise auf dem Hollywood Walk of Fame

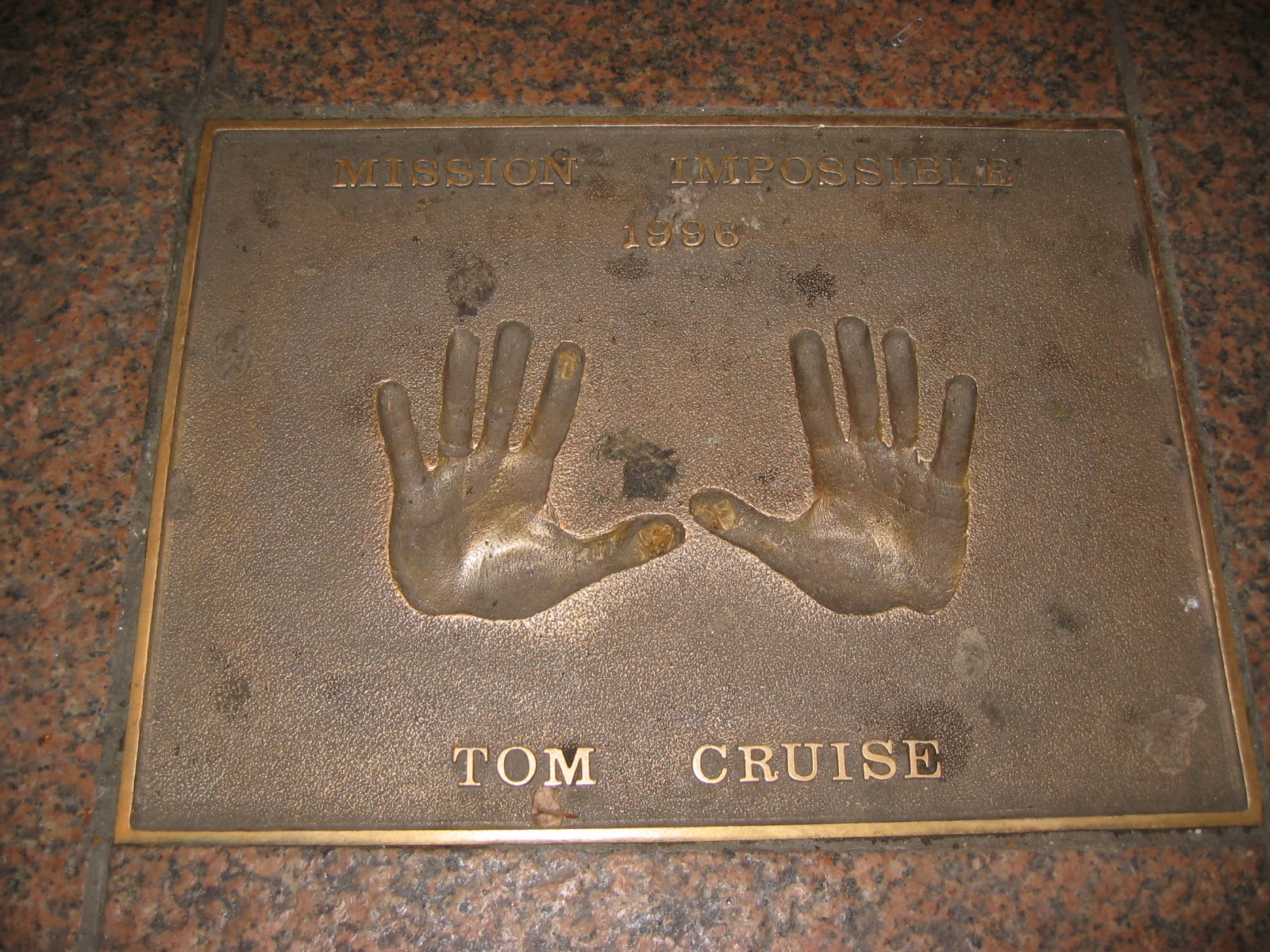
Cruises Handabdrücke am Londoner Leicester Square

- 1990: Nominierung: Bester Hauptdarsteller für Geboren am 4. Juli
- 1997: Nominierung: Bester Hauptdarsteller für Jerry Maguire – Spiel des Lebens
- 2000: Nominierung: Bester Nebendarsteller für Magnolia
- 2023: Nominierung: Bester Film für Top Gun: Maverick
- 2026: Ehrenoscar

Golden Globe Award
- 1984: Nominierung: Bester Hauptdarsteller in einem Kinofilm/Musical oder Komödie für Lockere Geschäfte
- 1990: Bester Hauptdarsteller in einem Kinofilm/Drama für Geboren am 4. Juli
- 1993: Nominierung: Bester Hauptdarsteller in einem Kinofilm/Drama für Eine Frage der Ehre
- 1997: Bester Hauptdarsteller in einem Kinofilm/Musical oder Komödie für Jerry Maguire – Spiel des Lebens
- 2000: Bester Nebendarsteller in einem Kinofilm für Magnolia
- 2004: Nominierung: Bester Schauspieler in einem Kinofilm/Drama für Last Samurai
- 2009: Nominierung: Bester Nebendarsteller für Tropic Thunder

Goldene Himbeere
- 1989: Nominierung: Schlechtester Hauptdarsteller für Cocktail
- 1995: Schlechtestes Leinwandpaar gemeinsam mit Brad Pitt für Interview mit einem Vampir
- 2001: Nominierung: Schlechteste Neuverfilmung oder Fortsetzung für Mission: Impossible II
- 2006: Nervendste Zielscheibe der Klatschpresse für Tom Cruise, Katie Holmes, Oprah Winfreys Couch, der Eiffelturm & „Tom’s Baby“
- 2006: Nominierung: Nervendste Zielscheibe der Klatschpresse für Tom Cruise und seinen Feldzug gegen Psychiater
- 2006: Nominierung: Schlechtester Hauptdarsteller für Krieg der Welten
- 2018: Schlechtester Hauptdarsteller für Die Mumie

Bambi
- 2007: Bambi – „Courage“ für die Rolle des deutschen Widerstandskämpfers Claus Schenk Graf von Stauffenberg

Cannes
- 2022: Goldene Ehrenpalme und Flugshow der französischen Kunstfliegerstaffel[49]

US-Militär
- Navy Distinguished Public Service Award, für „herausragenden Beiträge zur Marine und zum Marine Corps“ (Top Gun-Filme)[50]

## Filmische Rezeption
Dokumentarfilme
- Biographer DE: Tom Cruise: Leben Am Limit auf YouTube, 26. Juni 2022 (Laufzeit: 54:33 min).
- Kraxia: Tom Cruise: Mann mit zwei Missionen - ARTE (2019) auf YouTube, 21. Februar 2022 (Laufzeit: 52:57 min).

Parodie-Dokumentation
- Elliot Hegarty: Being Tom Cruise. Episode 2 von Staffel 2 der Star Stories-Serie, 2007 veröffentlicht.